# Facoltà teologica del Triveneto
La Facoltà teologica del Triveneto è un'università della Chiesa cattolica che ha sede a Padova.

## Storia

### Premesse storiche
Raramente in età antica le università ospitavano cattedre di studi teologici, allora appannaggio degli ordini religiosi. Faceva eccezione la celebre Università degli Studi di Padova, fondata nel 1222, che sin dal 15 aprile 1363 per disposizione di papa Urbano V aveva un suo Universitas Theologorum o studio teologico, incrementato poi nei secoli dalle istituzioni che si susseguirono nel governo della città: il libero comune, la signoria carrarese e dalla Repubblica Serenissima. Successivamente, tra il 1664 e il 1697, san Gregorio Barbarigo, cardinale e vescovo di Padova, istituì presso il seminario vescovile una scuola di teologia, che nel 1771 fu equiparata a quella universitaria dal punto di vista del valore legale dei titoli.
Il 26 gennaio 1873, con la legge Scialoja-Correnti, vennero abolite tutte le facoltà di teologia presso le università pubbliche italiane. Fu così che il vescovo Giuseppe Callegari ottenne l'istituzione di una facoltà teologica presso il seminario che conferisse i gradi accademici per tutte le diocesi del Veneto. Divenuta "Pontificia" il 25 settembre 1894 fu soppressa per effetto della riforma degli istituti accademici di papa Pio XI nel 1931.
Ripristinata come sezione parallela della Facoltà teologica dell'Italia settentrionale il 1º novembre 1972 (al pari di quella di Torino), ottenne col tempo una sempre maggiore autonomia ed emancipazione dalla sede centrale, su spinta dell'episcopato locale, con l'erezione di studi, corsi e sedi distaccate.

### L'istituzione della Facoltà
La Facoltà teologica del Triveneto fu eretta ufficialmente con decreto della Congregazione per l'educazione cattolica il 20 giugno 2005, stabilendone la sede presso il seminario vescovile della diocesi di Padova. Come stabilito negli statuti della Facoltà, approvati con lo stesso atto, venne nominato gran cancelliere l'allora patriarca di Venezia cardinale Angelo Scola, presidente della Conferenza episcopale triveneta.
Il riconoscimento da parte delle autorità italiane giunse con decreto del Ministro dell'Interno del 10 marzo 2006, che riconobbe alla Facoltà la personalità giuridica civile.

## Affiliazioni e convenzioni
Alla facoltà centrale sono affiliati cinque istituti teologici e sette istituti superiori di scienze religiose della regione ecclesiastica. In convenzione vi sono altre istituzioni locali legate a congregazioni religiose o ad istituzioni accademiche romane. Questi sono:
- Università degli Studi di Padova
- Università degli Studi di Verona
- Facoltà di Diritto canonico "S. Pio X" (Venezia)
- Facoltà Teologica di Lugano (CH)
- Istituto teologico "S. Antonio Dottore" (Padova)
- Istituto di liturgia pastorale "S. Giustina" (Padova)
- Studio teologico accademico (Bressanone)
- Istituto superiore di scienze religiose "Santa Maria di Monte Berico" (Vicenza)
- Federazione delle scuole di formazione teologica del Triveneto

## Cronotassi

### Gran cancellieri
In base allo statuto, il gran cancelliere è di diritto il presidente della Conferenza episcopale triveneta.
- Cardinale Angelo Scola (20 giugno 2005 - 28 giugno 2011)
- Arcivescovo Dino De Antoni (13 settembre 2011 - 29 maggio 2012)
- Patriarca Francesco Moraglia, dal 29 maggio 2012

### Vice gran cancellieri
In base allo statuto, il vice gran cancelliere è di diritto il vescovo di Padova.
- Arcivescovo Antonio Mattiazzo (20 giugno 2005 - 18 luglio 2015)
- Vescovo Claudio Cipolla, dal 18 ottobre 2015

### Presidi
- Presbitero Andrea Toniolo (20 giugno 2005 - febbraio 2008) (pro-preside)

- Presbitero Andrea Toniolo (febbraio 2008 - 28 luglio 2012)
- Monsignore Roberto Tommasi (28 luglio 2012 - 30 luglio 2020)
- Presbitero Andrea Toniolo, dal 30 luglio 2020 (per la seconda volta)
- Presbitero Maurizio Girolami, dal 1º settembre 2024